# Wilhelm Durham
Wilhelm Durham, auch Wilhelm Duhram (* 24. März 1658 in Elbing; † 28. März 1735 in Berlin) war ein preußischer Geheimer Rat, Generalfiskal und Bürgermeister.

## Leben
Wilhelm Durham war ein Sohn des in Schottland geborenen William Durham (* 1624), der 1649/50 auswanderte und sich als Kaufmann in Elbing in Ostpreußen niederließ. Wilhelm Durham ging nach Berlin, wo er sehr bald Karriere machte. Er war 1684/85 Hoffiskal, 1694 bis 1704 Bürgermeister von Friedrichswerder, 1704 bis 1731 Generalfiskal in allen königlichen Provinzen, 1705 erfolgte die Bestallung zum Kammergerichtsrat und Sitz und Stimme bei fiskalischen Angelegenheiten im Geheimen Justizrat, 1709 wurde er Vorsitzender des Mons pietatis, Kirchenältester und Vorsteher der Parochialkirche, 1712 königlich preußischer Geheimer Justizrat und Oberappellationsgerichtsrat und 1713 Rat des evangelisch-reformierten Kirchendirektoriums. Er übte die Jurisdiktion über die unter königlichem Schutz stehenden Juden aus und ließ sich auf dem Großen Jüdenhof (Nr. 9) ein Haus errichten, das 1735 an seine Erben ging.
Wilhelm Durham war dreimal verheiratet: 1683 mit Katharina Regina Placentinus (Catharina Regina Platenkin) (1658–1695), 1696 mit Henriette Scharden (1672–1699) und 1700 mit Maria Glöckner (1681–1725). Aus der dritten Ehe stammte die Tochter Justina Susanna (1716–1762), die 1739 den Fabrikanten Johann Heinrich Colomb heiratete. Aus dieser Ehe stammte Marie-Elisabeth Colomb, die Mutter von Wilhelm und Alexander von Humboldt.